# Ridge Racer 64
Ridge Racer 64 (RR64) est un jeu vidéo de course sorti en 2000 sur Nintendo 64. Le jeu a été développé par Nintendo Software Technology et édité par Nintendo. En 2004, le jeu est adapté sur Nintendo DS.
Il fait partie de la série Ridge Racer.

## Accueil
- Jeuxvideo.com : 17/20[1]
- Nintendo Power : 7,9/10[2]